# Sphenophryne cornuta
Genre
Espèce
Synonymes
- Chaperina ceratophthalmus Van Kampen, 1909

Statut de conservation UICN

 LC  : Préoccupation mineure
Sphenophryne cornuta, unique représentant du genre Sphenophryne, est une espèce d'amphibiens de la famille des Microhylidae.

## Répartition

Aire de répartition de Sphenophryne cornuta.

Cette espèce est endémique de Nouvelle-Guinée. Son aire de répartition couvre la Nouvelle-Guinée occidentale et la Papouasie-Nouvelle-Guinée,.

## Publication originale
- Peters & Doria, 1878 : Catalogo dei rettili e dei batraci raccolti da O. Beccari, L.M. DAlbertis e A.A. Bruijn nella sotto-regione Austro-Malese. Annali del Museo Civico di Storia Naturale di Genova, sér. 1, vol. 13, p. 323-450 (texte intégral).